# Lobnitz & Company
La Lobnitz & Company fu un'azienda di cantieristica navale scozzese situata a Renfrew, sul fiume Clyde, a ovest del traghetto di Renfrew e ad est della confluenza col fiume Cart. La famiglia Lobnitz abitava a Chapeltoun House, nell'Ayrshire Orientale. L'azienda costruiva draghe, pontoni, pescherecci, rimorchiatori e altre barche da lavoro.

## Storia
L'azienda derivava dalla Coulburn Lobnitz & Company, fondata nel 1874, e dal cantiere adiacente William Simons & Co, fondato nel 1860. Entrambi i costruttori erano specializzati nella costruzione di draghe e chiatte. Le due aziende furono amalgamate nel 1957 col nome Simons-Lobnitz Ltd. A causa del declino della cantieristica britannica il cantiere di Renfrew chiuse definitivamente nel 1964, dopo aver costruito 1300 tra draghe, chiatte e rimorchiatori. Un esempio di queste sopravvive, la SS Shieldhall, costruita come draga per il fango del Clyde nel 1954, con motori alternativi a vapore, che ora opera come battello turistico nel Solent. Ancora galleggiante è anche la William C. Daldy, un rimorchiatore a vapore  che ora opera come yacht a Auckland, in Nuova Zelanda, dove arrivò dalla Scozia nel 1936.

## Costruzione di navi da guerra
Tra il 1915 e il 1945 Lobnitz a Renfrew costruì più di sessanta piccole unità da guerra per la Royal Navy (avvisi, corvette, dragamine e navi da difesa costiera). Una di queste unità, la HMS Saxifrage, fu costruita nel 1918 come dragamine classe Flower, che fu la prima classe di navi specificamente costruite per la  lotta antisommergibile. Nel 1921 fu ribattezzata HMS President e servì nella Royal Naval Reserve di Londra come nave per l'addestramento fino al 1988, quando fu venduta a privati. Si trova vicino al ponte di Blackfriars, lungo il Victoria Embankment, sul Tamigi, ed è una delle tre uniche navi britanniche della prima guerra mondiale conservatesi fino ad oggi.

## Lobnitz Marine Holdings
Gli ordini e le lettere d'intenti della società furono comprati nel 1964 dalla Alexander Stephen and Sons,che nel 1968 si fuse nella Upper Clyde Shipbuilders. Nel 1971 la Simons-Lobnitz riemerse dal collasso della UCS e continua ad operare nel campo della consulenza nell'ingegneria marittima e navale con base a Paisley col nome Lobnitz Marine Holdings.